# Platambus lunulatus
Platambus lunulatus is een keversoort uit de familie waterroofkevers (Dytiscidae). De wetenschappelijke naam van de soort is voor het eerst geldig gepubliceerd in 1829 door Fischer von Waldheim.